# Delta Machine
Delta Machine (en español, Máquina Delta) es el tredécimo álbum del grupo inglés de música electrónica Depeche Mode (Andrew Fletcher, David Gahan, Martin Gore), producido durante 2012-13 y publicado en 2013.
Fue producido por Ben Hillier. La mayoría de los temas fueron escritos por Martin Gore, excepto «Secret to the End», «Broken» y «Should Be Higher», que fueron escritos por David Gahan y Kurt Uenala.
Con motivo del disco, Depeche Mode realizó durante 2013-14 la gira Delta Machine Tour con Christian Eigner en la batería y el teclista Peter Gordeno como músicos de apoyo. Posteriormente, en 2014 se publicó el álbum en directo Live in Berlin.

## Listado de canciones
El álbum apareció en cuatro ediciones, la estándar en disco compacto, como edición de lujo en dos discos, en doble disco de vinilo y en streaming.

### Edición enCD
| Delta Machine |                        |               |          |  |
| N.º           | Título                 | Escritor(es)  | Duración |  |
| 1.            | «Welcome to My World»  | Gore          | 4:56     |  |
| 2.            | «Angel»                | Gore          | 3:57     |  |
| 3.            | «Heaven»               | Gore          | 4:03     |  |
| 4.            | «Secret to the End»    | Gahan, Uenala | 5:12     |  |
| 5.            | «My Little Universe»   | Gore          | 4:24     |  |
| 6.            | «Slow»                 | Gore          | 3:45     |  |
| 7.            | «Broken»               | Gahan, Uenala | 3:58     |  |
| 8.            | «The Child Inside»     | Gore          | 4:16     |  |
| 9.            | «Soft Touch/Raw Nerve» | Gore          | 3:26     |  |
| 10.           | «Should Be Higher»     | Gahan, Uenala | 5:04     |  |
| 11.           | «Alone»                | Gore          | 4:29     |  |
| 12.           | «Soothe My Soul»       | Gore          | 5:22     |  |
| 13.           | «Goodbye»              | Gore          | 5:03     |  |

### Edición de lujo
La edición de lujo contiene, además del mismo primer disco de la edición estándar, un segundo disco con cuatro canciones adicionales y un libro de tapa dura con veintiocho páginas de fotos.

| Disco dos, temas adicionales |                        |               |          |  |
| N.º                          | Título                 | Escritor(es)  | Duración |  |
| 1.                           | «Long Time Lie»        | Gore, Gahan   | 4:25     |  |
| 2.                           | «Happens all the Time» | Gahan, Uenala | 4:20     |  |
| 3.                           | «Always»               | Gore          | 5:07     |  |
| 4.                           | «All That's Mine»      | Gahan, Uenala | 3:23     |  |

Con tres de los cuatro temas adicionales coescritos por David Gahan, Delta Machine es el álbum del grupo con mayor número de aportaciones del vocalista.

### Edición enLP
El álbum se publicó también en formato de disco de vinilo tanto en Europa como en América. Esta edición contiene el álbum Delta Machine en LP, en dos discos cuyos lados están ordenados alfabéticamente del A al D, aunque con los diecisiete temas de la edición de lujo. Esta versión aparece además con un código para acceder a la propia edición digital.
Disco 1
| Lado A |                       |          |  |
| N.º    | Título                | Duración |  |
| 1.     | «Welcome to My World» | 4:56     |  |
| 2.     | «Angel»               | 3:58     |  |
| 3.     | «Heaven»              | 4:05     |  |
| 4.     | «Secret to the End»   | 5:12     |  |

| Lado B |                        |          |  |
| N.º    | Título                 | Duración |  |
| 1.     | «My Little Universe»   | 4:24     |  |
| 2.     | «Slow»                 | 3:45     |  |
| 3.     | «Broken»               | 3:58     |  |
| 4.     | «The Child Inside»     | 4:16     |  |
| 5.     | «Soft Touch/Raw Nerve» | 3:27     |  |

Disco 2
| Lado C |                    |          |  |
| N.º    | Título             | Duración |  |
| 1.     | «Should Be Higher» | 5:04     |  |
| 2.     | «Alone»            | 4:29     |  |
| 3.     | «Soothe My Soul»   | 5:22     |  |
| 4.     | «Goodbye»          | 5:03     |  |

| Lado D |                        |          |  |
| N.º    | Título                 | Duración |  |
| 1.     | «Long Time Lie»        | 4:23     |  |
| 2.     | «Happens All the Time» | 4:20     |  |
| 3.     | «Always»               | 5:07     |  |
| 4.     | «All That's Mine»      | 3:24     |  |

### Edición digital
El álbum apareció también en edición digital, la cual contiene los correspondientes diecisiete temas que componen la versión de lujo con una remezcla adicional, a través de iTunes, así como de Spotify en su versión de lujo.

### Versión enBD
Para 2014, el álbum en directo Live in Berlin en su edición de lujo incluyó adicionalmente Delta Machine, en su versión larga, en formato Blu-ray Disc CD de audio en 5.1.

| Delta Machine 5.1 Audio on Blu-ray |                        |          |  |
| N.º                                | Título                 | Duración |  |
| 1.                                 | «Welcome to My World»  | 4:56     |  |
| 2.                                 | «Angel»                | 3:57     |  |
| 3.                                 | «Heaven»               | 4:03     |  |
| 4.                                 | «Secret to the End»    | 5:12     |  |
| 5.                                 | «My Little Universe»   | 4:24     |  |
| 6.                                 | «Slow»                 | 3:45     |  |
| 7.                                 | «Broken»               | 3:58     |  |
| 8.                                 | «The Child Inside»     | 4:16     |  |
| 9.                                 | «Soft Touch/Raw Nerve» | 3:26     |  |
| 10.                                | «Should Be Higher»     | 5:04     |  |
| 11.                                | «Alone»                | 4:29     |  |
| 12.                                | «Soothe My Soul»       | 5:22     |  |
| 13.                                | «Goodbye»              | 5:03     |  |
| 14.                                | «Long Time Lie»        | 4:25     |  |
| 15.                                | «Happens all the Time» | 4:20     |  |
| 16.                                | «Always»               | 5:07     |  |
| 17.                                | «All That's Mine»      | 3:23     |  |

Esta versión aparece exclusivamente en el álbum en vivo Live in Berlin, no individualmente.

## Créditos
Martin Gore - guitarras, sintetizadores y segunda voz; además canta el tema The Child Inside, así como Always de la edición de lujo.
David Gahan - voz principal, excepto los temas My Little Universe, Soft Touch/Raw Nerve y Soothe My Soul que canta parcialmente a dueto con Gore.
Andrew Fletcher - bajo eléctrico y sintetizador.
Ben Hillier - producción.
Anton Corbijn - portada, diseño y fotografías; proyecciones de fondo.
Anja Grabert - proyecciones de fondo.
Daniel Miller - A&R.
Christoffer Berg - programación.
Kurt Uenala - programación adicional y grabación de voces.
Ferg Peterkin - ingeniería.
Tomas Deltoro-Díaz, Will Loomis y Dan Tobiason - asistentes de ingeniería.
Flood - mezcla.
Drew Smith - mezcla y asistencia de mezcla.
Rob Kirwan - mezcla, ingeniería de mezcla.
Bunt Stafford Clark - masterización.

## Sencillos
- Heaven
- Soothe My Soul
- Should Be Higher

La versión de «Soothe My Soul» como sencillo y en su vídeo promocional es más corta que la que aparece en el álbum. La versión de «Should Be Higher» como sencillo es también más corta que en el álbum y su mezcla varía.
El tema «Angel» se dio a conocer desde una conferencia de prensa en París en octubre de 2012, en una versión audiovisual mediante un collage de imágenes durante las grabaciones del álbum, un videomontaje de hecho, titulado como Angel of Love, sin embargo, no se publicó como sencillo.
Lados B
En el primer sencillo, el tema «All That's Mine», escrito por Dave Gahan y Kurt Uenala, apareció como lado B, mismo que también se incluye en el segundo disco de la edición de lujo del álbum.

## The 12" Singles
Es una colección iniciada en 2018, con Speak & Spell y A Broken Frame, de todos los sencillos de DM, por álbum, en estricto orden cronológico, presentados en ediciones de lujo en formato de 12 pulgadas, que continuó ese mismo año con Construction Time Again y Some Great Reward, y en 2019 con Black Celebration y Music for the Masses, en 2020 con Violator y Songs of Faith and Devotion, en 2021 con Ultra, en 2022 con Exciter y Playing the Angel, y en 2023 con Sounds of the Universe, así como al poco con Delta Machine, el cual presenta sus tres sencillos en seis discos.
Pese a que la colección es en discos de 12 pulgadas, también se publicó y está disponible en streaming.
Heaven
| Lado A |                        |          |  |
| N.º    | Título                 | Duración |  |
| 1.     | «Heaven» (Blawan Dub)  | 7:12     |  |
| 2.     | «Heaven» (OWLLE Remix) | 4:46     |  |

| Lado B |                                                     |          |  |
| N.º    | Título                                              | Duración |  |
| 1.     | «Heaven» (Steps to Heaven Voxdub)                   | 6:09     |  |
| 2.     | «Heaven» (Matthew Dear vs. Audion Instrumental Mix) | 6:08     |  |

Heaven
| Lado C |                                |          |  |
| N.º    | Título                         | Duración |  |
| 1.     | «Heaven» (Blawan Remix)        | 5:40     |  |
| 2.     | «Heaven» (Steps to Heaven Rmx) | 6:09     |  |

| Lado D |                                              |          |  |
| N.º    | Título                                       | Duración |  |
| 1.     | «Heaven» (Matthew Dear vs. Audion Vocal Mix) | 5:59     |  |
| 2.     | «Heaven» (sesión de estudio en vivo)         | 3:53     |  |

Soothe My Soul
| Lado E |                                                            |          |  |
| N.º    | Título                                                     | Duración |  |
| 1.     | «Soothe My Soul» (Steve Angello vs. Jacques Lu Cont Remix) | 7:02     |  |
| 2.     | «Soothe My Soul» (Matador Remix)                           | 8:16     |  |

| Lado F |                                          |          |  |
| N.º    | Título                                   | Duración |  |
| 1.     | «Soothe My Soul» (Destructo Remmix)      | 6:03     |  |
| 2.     | «Soothe My Soul» (Gregor Tresher Remmix) | 7:08     |  |

Soothe My Soul
| Lado G |                                                        |          |  |
| N.º    | Título                                                 | Duración |  |
| 1.     | «Soothe My Soul» (Tom Furse - The Horrors Remix)       | 4:58     |  |
| 2.     | «Soothe My Soul» (Billy F Gibbons and Joe Hardy Remix) | 5:17     |  |
| 3.     | «Soothe My Soul» (Joris Delacroix Remix)               | 6:56     |  |

| Lado H |                                                 |          |  |
| N.º    | Título                                          | Duración |  |
| 1.     | «Soothe My Soul» (Black Asteroid Remix)         | 5:35     |  |
| 2.     | «Soothe My Soul» (Gregor Tresher Soothed Remix) | 5:59     |  |
| 3.     | «Goodbye» (Gesaffelstein Remix)                 | 3:49     |  |

Should Be Higher
| Lado I |                                             |          |  |
| N.º    | Título                                      | Duración |  |
| 1.     | «Should Be Higher» (Truss Remmix)           | 6:21     |  |
| 2.     | «Should Be Higher» (MPIA3 Definition)       | 3:53     |  |
| 3.     | «Should Be Higher» (Koen Groenveveld Remix) | 6:43     |  |

| Lado J |                                        |          |  |
| N.º    | Título                                 | Duración |  |
| 1.     | «Should Be Higher» (Pangaea Dub Remix) | 4:13     |  |
| 2.     | «Should Be Higher» (Überzone Remix)    | 4:58     |  |
| 3.     | «Should Be Higher» (DJMREX Remix)      | 6:24     |  |

Should Be Higher
| Lado K |                                                           |          |  |
| N.º    | Título                                                    | Duración |  |
| 1.     | «Should Be Higher» (Jim Sclavunos from Grinderman Remmix) | 4:11     |  |
| 2.     | «Should Be Higher» (Little Vampire Remix)                 | 5:31     |  |

| Lado L |                                            |          |  |
| N.º    | Título                                     | Duración |  |
| 1.     | «Should Be Higher» (MAPS Remix)            | 5:42     |  |
| 2.     | «Should Be Higher» (Jim Jones Revue Remix) | 5:14     |  |
| 3.     | «Should Be Higher» (Radio Mix)             | 3:28     |  |

## Datos
- Como un evidente juego, las iniciales del álbum son DM, como Depeche Mode.
- Fue el tercer disco de DM producido por Ben Hillier, lo cual lo convirtió en su tercer colaborador más frecuente después de Daniel Miller y de Gareth Jones.
- Con seis temas coescritos por David Gahan, Delta Machine se convirtió en el álbum para el cual más aportó creativamente el vocalista de DM.
- Fue el primer álbum de DM desde Black Celebration de 1986 sin ningún tema instrumental, ni siquiera en su edición especial.
- Los temas «My Little Universe», «Broken» y «Alone», así como los cuatro temas adicionales de la edición de lujo, no llegaron a ser interpretados en concierto por DM, si bien de «Broken» quedó una versión en vivo en estudio.
- El tema «Slow» se interpretó en la gira Delta Machine Tour solo en modo acústico, con piano, y cantado por Martin Gore; no llegó a interpretarse en la forma como aparece en el álbum.

Es un álbum algo más recargado hacia el lado más electrónico de DM, prácticamente desde Violator, bajo una mezcla de música blues, con una tonalidad algo diferente a los anteriores álbumes, también producidos por Hillier, quien pasó de ser colaborador en su undécimo álbum para convertirse en su productor durante nueve años. Llamó la atención que fuera el disco con mayor número de aportaciones del vocalista Dave Gahan, pese a que el conjunto aún se mostró dominado por las composiciones de Martin Gore, pues los temas del vocalista se acentúan en el segundo disco de la edición de lujo, en el que aparecieron dos temas suyos adicionales y uno más coescrito con Gore.
Además, el vocalista se embarcó así en su cuarta asociación compositiva, pues hasta donde se sabe únicamente escribe las letras y las melodías, las musicalizaciones las hacen sus colaboradores. La primera fue en su álbum debut solista, Paper Monsters, con el arreglista Knox Chandler; la segunda con el baterista Christian Eigner y con Andrew Phillpott para los álbumes Playing the Angel, Hourglass y Sounds of the Universe; la tercera con Richie Machin e Ian Glover de Soulsavers para el álbum The Light the Dead See de 2012; y para Delta Machine con el programador Kurt Uenala, quien dota a las composiciones de un sonido cercano a lo robotizado.
Delta Machine debutó en el segundo puesto de la principal cartelera de ventas del Reino Unido, UK Albums Chart, donde se ubicó únicamente detrás de The 20/20 Experience de Justin Timberlake, tras vender 28 000 copias en el país durante su primera semana de comercialización. Por otro lado, en los Estados Unidos vendió 52 000 copias durante su primera semana de comercialización, con lo que debutó en el sexto lugar de la principal cartelera de éxitos semanales del país, la Billboard 200. De esta forma, se convirtió en el séptimo álbum de la banda en figurar entre los diez primeros lugares de la lista. Cabe señalar que, desde Violator de 1990 hasta Delta Machine, todos los álbumes de estudio de Depeche Mode se han ubicado entre los diez primeros lugares de la cartelera.
Por último, «Slow» fue escrito originalmente durante las sesiones de grabación del álbum Songs of Faith and Devotion en 1993, pero no llegó a ser grabado. Debido al sonido más blues de Delta Machine fue producido. Es el único tema de DM del cual existe evidencia de que haya sido retomado tras ser desestimado en un principio, y después de 20 años.

## Canción por canción
Welcome to My World comienza como una función eminentemente electrónica, que sigue por el camino de la progresión construyendo su sonido acompasadamente hasta llegar a lo sonoramente agresivo. La letra, una invitación a compartir el mundo, el gusto de alguien más, es en realidad más intimista, pues se convierte en una invitación a la intimidad, a compartir y a la liberación del espíritu.
Angel es un tema de sonido bastante áspero y agresivo en su planteamiento, prácticamente una de las funciones más rock} en el catálogo de DM, con una guitarra trastornada y distorsionada y una irónica temática sobre un Ángel de amor, con lo cual se volvió un tanto y de algún modo a esa influencia grunge mostrada en 1993 en el álbum Songs of Faith and Devotion, aunque con una batería más agresiva complementada con los sonidos electrónicos que lo hace sonar casi a metal.
Heaven es, fiel al espíritu transgresor del grupo, una suerte de contrapropuesta a las dos primeras canciones. Elegida como primer sencillo, sencillamente nadie se esperaba una balada hecha con recursos básicos musicales, como una pianola, cuerdas de bajo, una muy acompasada percusión y un planteamiento lírico, textualmente, muy celestial al hablar del amor que lleva de la desesperación y el vació hasta el mismo Cielo. Es una función más orgánica que electrónica, de sonido acompasado y muy tranquilo, que incluso de algún modo recuerda al clásico Condemnation de 1993, pues es también un tema triste en su esencia.
Secret to the End el primer tema de David Gahan, esta vez en colaboración con Kurt Uenala, toma ciertos elementos de drum and bass con esa sonido rasposo basado en percusión sintética y una letra más cercana a las formas de punk, corriente predilecta del cantante, con un reclamo sobre lo que pudo y debió ser, aderezada por sonidos más puramente electrónicos, con lo que refrendó su compromiso con el proyecto musical eminentemente sintetizado de la banda.
My Little Universe es un tema meramente minimalista, sin embargo, el más sintético en todos su sonido, el cual es creado por completo de modo electrónico. La letra es una proclama bastante soberbia del grupo en que se erigen como reyes únicos de ese pequeño universo, sin embargo, resalta más por la música en lo cambiante de sus ritmos sintetizados, pasando prácticamente por movimientos, de los más simplistas a los compuestos, pero manteniendo esa artificialidad rayana en la robótica.
Slow es el tema más cadencioso de la colección. Conducido por una guitarra a medio tempo, con apenas poco trabajo electrónico, es una sugerente propuesta lírica acerca del placer en la relación. El uso de las cuerdas, recuerda ciertas formas experimentales de guitarra, porque no se emplea en una forma estandarizada, si no muy estilizada, aunque se nota influido sobre todo por ciertas formas de soul.
Broken es la segunda aportación del vocalista Dave Gahan a la colección, es un tema dulce e inspirado, quizás de sus mejores composiciones ya con la mayor seguridad de haberse convertido en un complemento al trabajo de Martin Gore. Es una pieza rítmica sobre rendición y amistad, de la desgracia en común. La musicalización es electroacústica, pero también recargada hacia el lado más sintético, pero menos agresivo de DM, con notaciones suaves del teclado y acompañamiento de cuerdas, con sólo unos cuantos efectos adicionales para recomponer toda la melodía. Es una corta canción sobre solidaridad y empatía.
The Child Inside es el único tema del disco cantado por Martin Gore, por lo menos en su edición estándar, y como acostumbra es así el tema de sonido más minimalista y experimental de la colección. Es un viaje introspectivo hacia la esencia del ser humano, a ese niño interior que todos llevamos dentro, ese niño que crece, que madura, que muere. En realidad es un tema bastante oscuro en su planteamiento, mientras la música es por completo de sintetizador, en notaciones predominantemente agudas que transmiten esa cierta tristeza de la canción.
Soft Touch / Raw Nerve es el tema más energético y bailable del álbum, en la vena de clásicos como Everything Counts y, sobre todo, Just Can't Get Enough, por esa letra optimista que destila enamoramiento. La música está también recargada hacia el lado más sintético de DM, aunque con algunos elementos acústicos, como los toques de guitarra y la propia percusión, pero suena de lo más electrónico del álbum. Es una función corta, con una lograda y poderosa melodía que pone a bailar, pero sin ser melosa.
Should Be Higher es la tercera pieza aportada por Gahan a la colección. Hecha como una suerte de pieza de punk, género que ha sido siempre su mayor inspiración, en forma electrónica, es un canto cadencioso lleno de efectos, una musicalización más agresiva, rayana en lo oscuro y algo experimental, con un coro sonoro sobre elevación, en el amor, en la vida, en las aspiraciones, con lo cual resulta un tema fuerte en su planteamiento lírico.
Alone se plantea probablemente como el tema más sólido de la colección, con una base totalmente sintética, basado sobre todo en notaciones graves, con una temática acerca de salvación, las posibilidades de prestar apoyo, amor y, por sobre todo ello, la soledad, lo cual lo vuelve un tema fuerte y muy oscuro. Cantado en los coros a dos voces, como es normal en los temas de DM, es un tema sobre la música electrónica, prácticamente una alegoría del género mismo, sin embargo, es también un tema oscuro en sus sonidos, como su lírica, que recuerda piezas como Black Celebration o Clean al plantearse a sí mismo como un drama.
Soothe My Soul es el tema cadencioso de la colección, lo cual refrendó con su explícito vídeo, con ritmos que muchos apuntaron como reminiscentes de Personal Jesús, pero ello solo en lo melódico pues la letra es más sugerente, después de todo habla sobre la desesperación de ir por alguien porque es el único camino para el alivio del alma. La musicalización es electroacústica pero también más recargada hacia el lado más sintético de DM con ese insistente de teclado y efectos varios que recomponen la melodía hacia algo sensual y muy directo.
Goodbye planteada como una función del country norteamericano, pero en su forma más agresiva, es un tema que se conduce por las notas de una guitarra y se va complementando hasta convertirse en un tema muy compuesto. Es una forma de despedida sumamente, pero de un modo rayano en lo violento, acerca del amor no logrado, de sufrimiento, de dolor, por lo cual no hace concesiones en su reclamo.
Long Time Lie es el primer tema adicional de lo que, evidentemente, en otra época hubieran sido los lados B del álbum, y además la segunda colaboración compositiva ente Martin Gore y el vocalista David Gahan, con un tema de sonido cercano en musicalización a la época más industrial del grupo, lleno de efectos adicionales. La letra es todo un reclamo acerca de lo poco flexible de las relaciones, en la vena más punk a que siempre ha apuntado el cantante, lamentando esa mentira de largo tiempo, con lo cual refrendo sus inquietudes acerca de lo finito de las propias parejas.
Happens All the Time es de los temas adicionales, dominados sobre todo por el vocalista David Gahan, otra colaboración con Kurt Uenala, en la que consiguen un tema de sonido trip hop con esa melodía llena de efectos que van progresando y una letra un tanto más dramática en la que el cantante sigue sus propias obsesiones acerca de lo difícil de las relaciones de pareja, de la falta de comunicación y esas cosas indeseables que suceden todo el tiempo.
Always es el tema de y cantado por el propio Gore de los adicionales en la edición de lujo, en el cual el compositor se adentra de nuevo un poco en los terrenos del trip hop con singulares sonidos electrónicos que van construyendo una melodía esencialmente sintética, acompañada de una letra de amor en su forma más metafórica, haciendo muestra de su propio rango vocal, el cual es llevado al extremo sin filtros particulares ni reconversiones adicionales, si no sólo un tema romántico y comprometido con el propio proyecto musical de DM en su más clásica forma.
All That’s Mine es el último tema de los adicionales, también del dúo Gahan-Uenala, y el único que si apareció además propiamente como lado B. Es un tema electrónico de corta duración, en la cual el cantante hace un experimento más dark wave con un coro metafórico sobre ese deseo de conseguir todo lo que se desea, aunque tal vez de las más logradas de sus composiciones.

## Posicionamiento
| Listas (2013)                   | Posición |
| ------------------------------- | -------- |
| Australian Albums Chart         | 16       |
| Austrian Albums Chart           | 1        |
| Belgian Albums Chart (Flanders) | 2        |
| Belgian Albums Chart (Wallonia) | 1        |
| Canadian Albums Chart           | 2        |
| Croatian Albums Chart           | 1        |
| Czech Albums Chart              | 1        |
| Danish Albums Chart             | 1        |
| Dutch Albums Chart              | 3        |
| Estonian Albums Chart           | 1        |
| Finnish Albums Chart            | 3        |
| French Albums Chart             | 2        |
| German Albums Chart             | 1        |
| Greek Albums Chart              | 2        |
| Hungarian Albums Chart          | 1        |
| Irish Albums Chart              | 2        |
| Italian Albums Chart            | 1        |
| Japanese Albums Chart           | 51       |
| Mexican Albums Chart            | 3        |
| New Zealand Albums Chart        | 24       |
| Norwegian Albums Chart          | 2        |
| Polish Albums Chart             | 1        |
| Portuguese Albums Chart         | 3        |
| Russian Albums Chart            | 1        |
| Scottish Albums Chart           | 3        |
| Slovenian Albums Chart          | 2        |
| South Korean Albums Chart       | 77       |
| Spanish Albums Chart            | 3        |
| Swedish Albums Chart            | 1        |
| Swiss Albums Chart              | 1        |
| UK Albums Chart                 | 2        |
| US Billboard 200                | 6        |
| US Alternative Albums           | 1        |
| US Rock Albums                  | 1        |